# Lindbergella
Genre
Classification APG III (2009)
Lindbergella est un genre de graminées qui ne comprend qu'une seule espèce, Lindbergella sintenisii (H.Lindb.) Bor, nommée en l'honneur du botaniste prussien, Paul Sintenis, qui la découvrit à la fin du XIXe siècle à Chypre, dont elle est endémique. Ce genre doit son nom en l'honneur du botaniste Sextus Otto Lindberg, père d'Harald Lindberg.

## Synonyme
- Lindbergia Bor (1968)